# Partito Socialista Riformista Italiano

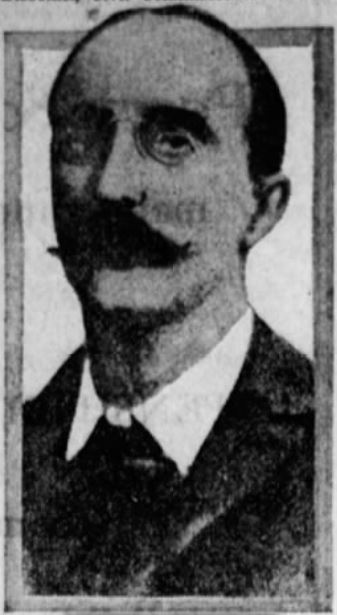
Leonida Bissolati

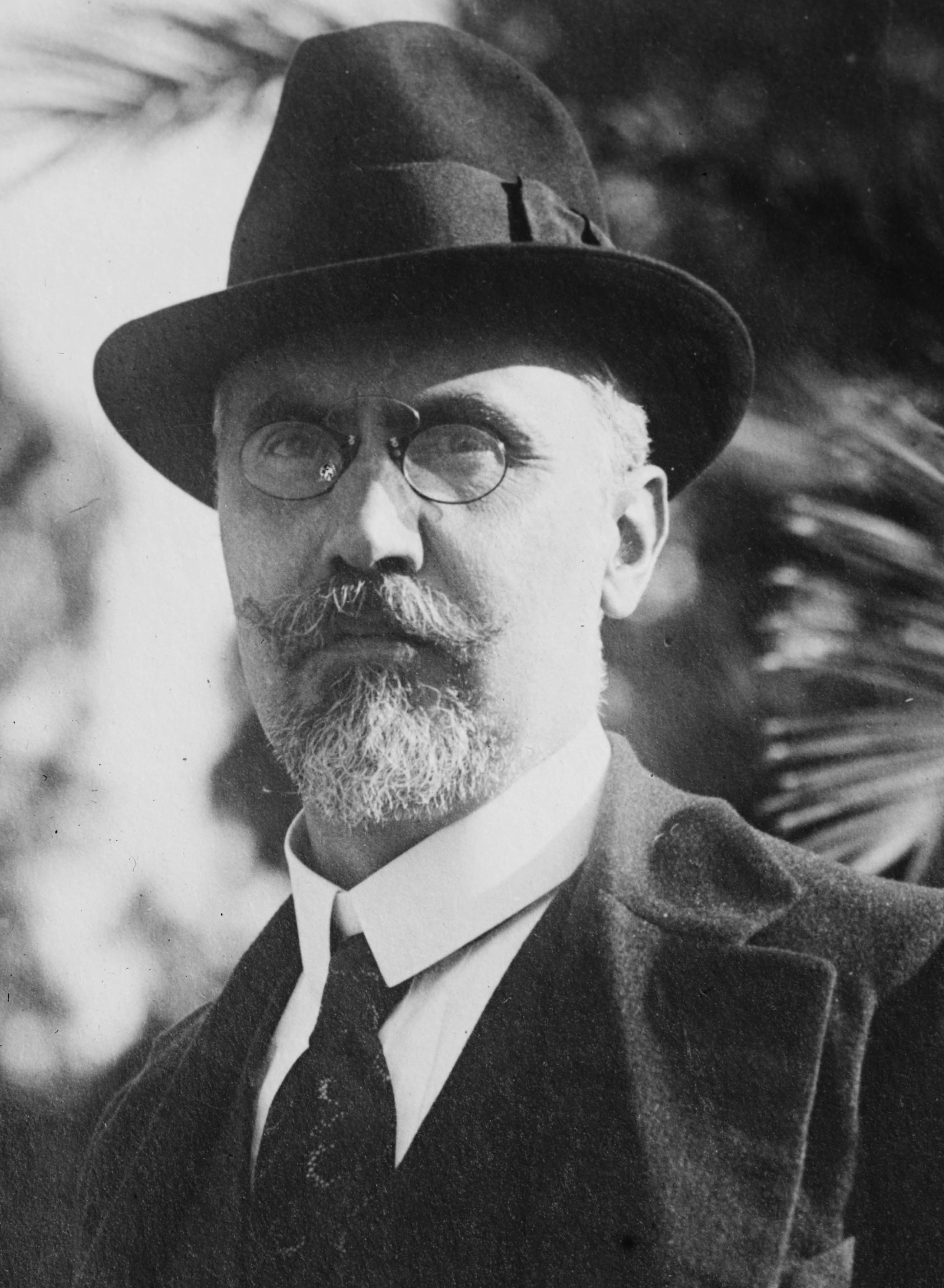
Ivanoe Bonomi

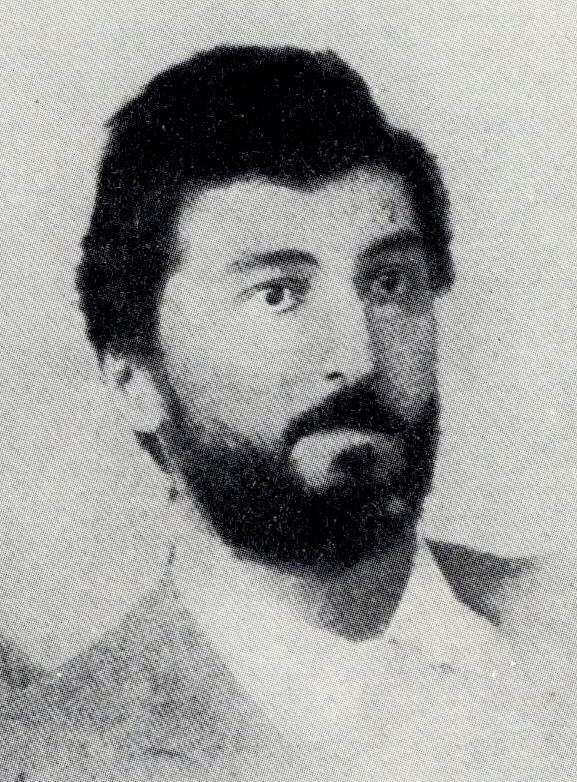
Guido Podrecca

Il Partito Socialista Riformista Italiano (PSRI) si formò nel 1912 a seguito dell'espulsione dal Partito Socialista Italiano di alcuni iscritti della componente gradualista.

## L'espulsione dei social-riformisti dal PSI nel 1912
Il partito nacque su iniziativa di Leonida Bissolati, espulso dal Partito Socialista Italiano nel congresso, convocato in forma straordinaria dal 7 al 10 luglio 1912 a Reggio Emilia. Durante il congresso si erano inasprite le divisioni che attraversavano il Partito riguardo alla Guerra di Libia.
Trionfò la corrente massimalista e si sancì l'espulsione di una delle aree gradualiste, capeggiata da Bonomi, Cabrini e Bissolati: quest'ultimo, nel 1911 si era recato al Quirinale per le consultazioni susseguenti la crisi del Governo Luzzatti, causando il malcontento del resto del partito, compreso quello di Turati, esponente di spicco dell'altra corrente gradualista.
Al congresso i gradualisti di destra sfilarono come condannati a morte sul palco degli oratori, dinanzi a una platea di delegati prevalentemente orientata alla loro espulsione. (...) Bissolati, che parlò il terzo giorno, e che venne accolto con rispetto anche se poi violentemente contestato (...) disse che era rammaricato di non aver accettato il ministero perché "oggi la guerra non ci sarebbe stata o non si sarebbe fatto l’infausto decreto che impedisce la pace". Ma ormai il vero protagonista del congresso era diventato un giovane romagnolo della corrente massimalista che già al congresso di Milano del 1910, aveva impressionato per la sua capacità oratoria (...). Si chiamava Benito Mussolini. (...) Mussolini volle precisare che il regicidio era "un infortunio del mestiere di re", definito "il cittadino più inutile per definizione".
Mussolini si scagliò ferocemente contro i gradualisti, poi espulsi, aizzando la folla contro di loro, attaccò a fondo il parlamentarismo e anche il suffragio universale e concluse con la famosa frase: "Bissolati, Cabrini, Bonomi, e gli altri aspettanti, possono andare al Quirinale, anche al Vaticano, se vogliono, ma il Partito socialista dichiari che non è disposto a seguirli né oggi, né domani né mai".
Al termine avanzò una mozione di espulsione (definita da lui anche lista di proscrizione). L'accusa era di "gravissima offesa allo spirito della dottrina e alla tradizione socialista".
In virtù di quell'arringa, egli si guadagnò una notevole fama all'interno del PSI, che lo portò ad entrare nella direzione nazionale del partito e, da lì a poco, nell'ottobre 1912, gli consentì di diventare direttore dell'Avanti!.

## La nascita del Partito Socialista Riformista Italiano - PSRI
Bissolati e i suoi, cacciati dal partito, diedero vita al Partito Socialista Riformista Italiano (PSRI).
Tra i fondatori si trovava Gino Piva, per il quale «il Socialismo non è rivoluzionario né riformista; è quello che il suo tempo lo fa (...) Il Socialismo (pertanto) non può avere apriorismi: esso deve operare come può nell'ambiente in cui vive».
Aderirono al partito anche Guido Podrecca, (direttore della rivista satirica L'Asino), Pietro Chiesa, Giacomo Ferri, l'ex deputato Giacomo Maffei e Rosario Garibaldi Bosco.
Il programma del PSRI contemplava la partecipazione al potere come fatto normale e non come situazione eccezionale, il rifiuto della pregiudiziale pacifista in politica internazionale e il concetto che le alleanze con gli altri partiti democratici dipendevano solo dalla convergenza degli obiettivi politici immediati. Testata ufficiale del partito era il quotidiano L'Azione Socialista.
Il nuovo partito si trovò però circondato da un'atmosfera di freddezza. La Confederazione Generale del Lavoro non approvava l'atteggiamento assunto dagli espulsi verso la guerra di Libia. Conseguentemente, il partito non riuscì ad ottenere significativi consensi fra gli operai; più supporto ci fu invece tra le masse contadine del Sud che, trascurate dal predominante operaismo del PSI, erano state meno ostili alla guerra di Libia nella speranza di ottenere terre da coltivare, in alternativa all'emigrazione nel Nord e Sud America. Ad esse il nuovo partito dedicò sin dal suo primo congresso un'attenzione particolare, anche se velleitaria.
Il partito era apprezzato anche tra gli aderenti alle logge massoniche che condividevano le posizioni anticlericali dei suoi esponenti, e che già erano oggetto dei feroci attacchi di Mussolini e dei massimalisti del PSI, che porteranno nell'aprile 1914, al XIV congresso socialista di Ancona, alla dichiarazione di incompatibilità tra iscrizione al PSI ed adesione alla Massoneria.
Le elezioni del 1913 rappresentarono un notevole successo elettorale: il PSRI conseguì il 3,9% dei voti, eleggendo 19 deputati.

## Il PSRI durante la Grande Guerra - L'ingresso dei primi socialisti al governo
Prima dell'entrata in guerra dell'Italia il partito osteggiò l'atteggiamento interventista, mentre poi, al momento della dichiarazione di guerra, seppur critico con l'intervento, lo appoggiò per senso patriottico.
Il 18 giugno 1916 Ivanoe Bonomi fu nominato ministro dei Lavori Pubblici nel Governo Boselli; il 16 giugno 1917 lo affiancò Leonida Bissolati, che divenne ministro senza portafoglio, incaricato di collegare il governo al fronte, il potere politico al comando supremo.
Nel successivo Governo Orlando del 1917 Bissolati fu ministro dell'Assistenza Militare e Pensioni di Guerra; il 28 dicembre del 1918 si dimise, a seguito di contrasti con il ministro degli Esteri Sidney Sonnino. Dal 18 gennaio al 23 giugno 1919 lo sostituì Bonomi, di nuovo come ministro dei Lavori Pubblici.

## Il PSRI nel primo dopoguerra
Nel dopoguerra, quel che restava del partito fu riorganizzato da Bonomi: alle elezioni del 1919 il PSRI presentò, assieme all'Unione socialista italiana, liste in solo 7 collegi su 54, ottenendo l'1,5% dei voti ed eleggendo 6 deputati, dei quali 4 in Sicilia.
Il cattivo risultato elettorale provocò la crisi del partito, che iniziò progressivamente ad allontanarsi dalla sua originarie ideologie socialista, per spostarsi su posizioni socioliberali e, in alcuni casi, liberaldemocratiche (Podrecca si era nel frattempo allontanato e aveva aderito ai Fasci Italiani di Combattimento).
Nonostante il calo dei consensi elettorali rispetto all'anteguerra, Bonomi continuò comunque a ricoprire incarichi nelle successive compagini governative: fu ministro della Guerra dal 14 marzo al 21 maggio 1920 nel Governo Nitti I; di nuovo fu ministro della Guerra dal 15 giugno 1920 al 1º aprile 1921, poi ministro del Tesoro dal 2 aprile al 4 luglio 1921 nel Governo Giolitti V.
Alle elezioni del 1921 il PSRI, ormai privo di una consistente organizzazione territoriale, non fu in grado di presentare proprie liste. I suoi esponenti dunque si candidarono in varie liste democratico-riformiste e socialiste indipendenti (in particolare la lista "Democratica riformista"), riuscendo ad eleggere 11 deputati.
In seguito alle dimissioni di Giolitti, Bonomi divenne Presidente del Consiglio tra il 4 luglio 1921 ed il 26 febbraio 1922, con ad interim gli incarichi di ministro dell'interno e, fino al 7 luglio 1921, di ministro degli Esteri. Inoltre nel suo governo il compagno di partito Alberto Beneduce ricopri l'incarico di ministro del Lavoro e della Previdenza sociale. Durante la sua presidenza Bonomi si dimostrò assai debole col dilagante squadrismo fascista, che colpiva con violenza le organizzazioni proletarie e democratiche. L'esecutivo di Bonomi cadde infine il 3 febbraio 1922 a causa dell'uscita dalla maggioranza del Partito Democratico Sociale Italiano (PDSI).
Nei successivi Governi Facta I e Facta II il PSRI venne rappresentato da Arnaldo Dello Sbarba, anch'egli al Ministero del Lavoro e della Previdenza Sociale. Il PSRI non fece parte del Governo Mussolini, al quale però Bonomi votò la fiducia.
In occasione delle elezioni del 10 febbraio 1924 il Partito Socialista Riformista si aggregò con democratici autonomi e demosociali dissidenti nella Lega Democratica Nazionale, ma senza fortuna. La lista fu presentata solo in Piemonte, Lombardia, Veneto e Venezia Giulia e non riuscì a far eleggere nessun candidato.
Un'altra lista di "Opposizione costituzionale", di cui uno dei principali esponenti fu il catanese Vincenzo Giuffrida, fu costituita da nittiani e socialriformisti e presentata solo in Campania e Sicilia; essa riuscì a far rieleggere deputato il Giuffrida che, dopo l'assassinio di Giacomo Matteotti, entrò nell'Unione Nazionale di Giovanni Amendola, partecipando all'Aventino, ma schierandosi fra coloro che propugnavano il ritorno al lavoro parlamentare. Lo stesso Bonomi aderì nel 1924 all'Unione Nazionale.
Il PSRI fu bandito nel 1926 ai sensi del Regio Decreto 1848/1926, che dissolse tutti i partiti ad eccezione del Partito Nazionale Fascista. Dopo lo scioglimento, la maggioranza degli esponenti del partito si allontanarono dalla politica, mentre una minoranza aderì al Partito Socialista Unitario o rientrò nel PSI.
Il PSRI non fu ricostituito dopo la caduta del fascismo, anche se alcuni suoi esponenti fondarono nel 1943 il Partito Democratico del Lavoro. Ad esso aderì lo stesso Bonomi, che presiedette due governi antifascisti (Bonomi II e Bonomi III) verso la fine del conflitto.

## Segretari
- Pompeo Ciotti (17 dicembre 1912 - agosto 1915)
- Mario Silvestri (agosto 1915 - ottobre 1922)

## Congressi
- I Congresso nazionale - Roma, 15-17 dicembre 1912
- II Congresso nazionale - Roma, 15-16 aprile 1917

## Politici ed iscritti
- Pietro Artioli
- Nicola Badaloni
- Alberto Beneduce
- Agostino Berenini
- Alfredo Bertesi
- Leonida Bissolati
- Ivanoe Bonomi
- Rosario Garibaldi Bosco
- Angiolo Cabrini
- Leone Caetani
- Giuseppe Canepa
- Garzia Cassola
- Pietro Chiesa
- Pompeo Ciotti
- Giuseppe De Felice Giuffrida
- Arnaldo Dello Sbarba
- Aurelio Drago
- Giuseppe Giulietti
- Arturo Labriola
- Luigi Macchi
- Giacomo Maffei
- Gennaro Mondaini
- Quirino Nofri
- Gino Piva
- Guido Podrecca
- Giuseppe Romualdi
- Attilio Susi
- Achille Tiraboschi
- Virgilio Vercelloni
- Carlo Visconti Venosta
- Adolfo Zerboglio

## Risultati elettorali
| Elezione       | Voti    | %   | Seggi |
| -------------- | ------- | --- | ----- |
| Politiche 1913 | 198.924 | 3,9 | 19    |
| Politiche 1919 | 82.172  | 1,5 | 6     |